# Ікаїт
Ікаїт — мінерал, гексагідрат карбонату кальцію CaCO3·6H2O. Ікаїт має тенденцію утворювати гострокутні пірамідальні кристали, часто радіально розташовані, різних розмірів від агрегатів розміром з ніготь до гігантських виступаючих відростків. Він зустрічається лише в метастабільному стані та швидко розкладається, втрачаючи більшу частину вмісту води після видалення з води, що майже замерзає. Цей «мінерал, що плавиться», більш відомий завдяки своїм псевдоморфозам.

## Поширення
Зазвичай його вважають рідкісним мінералом, але це, ймовірно, пов'язано зі складністю зберігання зразків. Вперше його виявив у природі данський мінералог Паулі у фіорді Ікка на південному заході Гренландії, поблизу Івіттуута, місця розташування відомого родовища кріоліту. Тут ікаїт зустрічається у справді вражаючих вежах або колонах (до 18 м заввишки), що ростуть з дна фіорда до поверхневих вод, де вони природним чином обрізаються хвилями або неприродним чином — випадковими човнами. Вважається, що у фіорді Ікка вежі ікаїту утворюються внаслідок просочування ґрунтових вод, багатих на карбонатні та бікарбонатні іони, які потрапляють на дно фіорду у вигляді джерел, які змішуються з морськими водами фіорду, багатими на кальцій. Також повідомлялося про наявність ікаїту у високоширотних морських відкладах у протоці Брансфілд, Антарктида; Охотському морі, Східний Сибір, біля Сахаліну; та затоці Сааніч, Британська Колумбія, Канада. Крім того, про його виявлення повідомлялося у глибоководному віялі відкладів біля Конго, і тому, ймовірно, він поширений у всьому світі. Про останню знахідку повідомили Дікманн та ін. (2008). Вони виявили, що мінерал ікаїт безпосередньо осідає у вигляді зерен розміром у сотні мікрометрів у морському льоді в морі Ведделла та по всьому припаю біля Землі Аделі, Антарктида. Крім того, ікаїт також може утворювати великі кристали в осадових породах, які виростають до макроскопічних розмірів, іноді з гарною кристалічною формою. Існують вагомі докази того, що деякі з цих морських відкладів пов'язані з холодними витоками. Відомо також, що ікаїт міститься у кріогенному осаді в печерах, де він випадає із замерзаючої води, багатої на карбонати.

## Структура
Ікаїт кристалізується в моноклінній кристалічній системі просторової групи C2/c з параметрами решітки a~8,87 Å, b~8,23 Å, c~11,02 Å, β~ 110,2 °. Структура ікаїту складається з іонної пари (Ca2+CO32−)0, оточеної кліткою з воднево-зв'язаних молекул води, які служать для ізоляції однієї іонної пари від іншої.

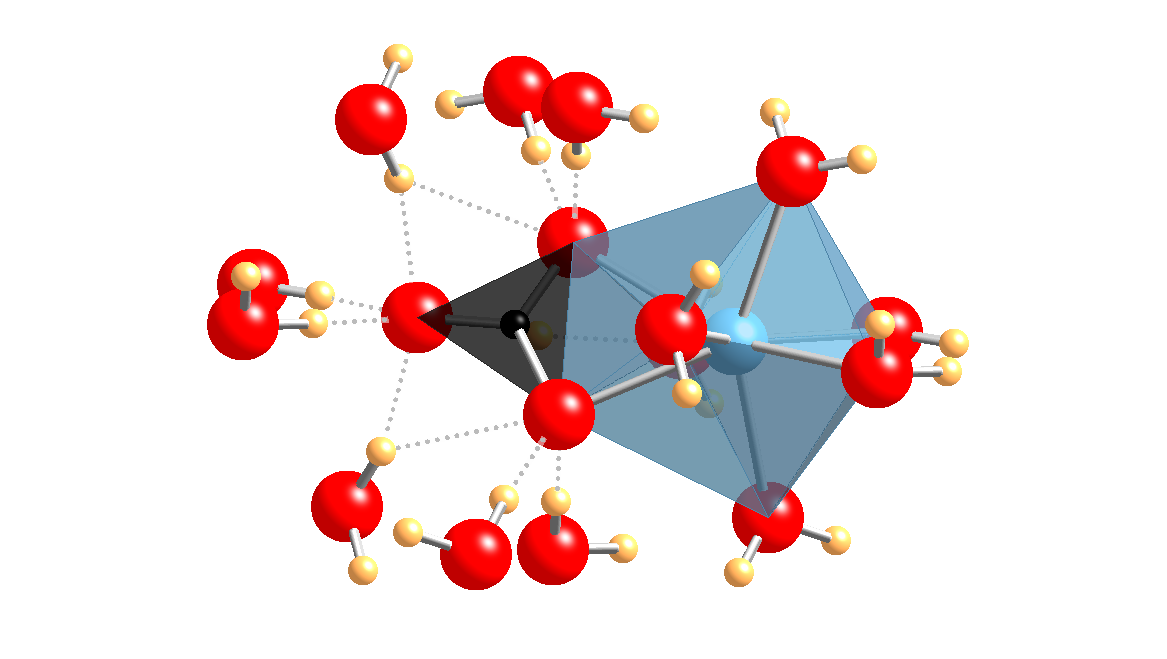
Іонна пара (Ca^{2+}CO_{3}^{2−})^{0} та гідратаційна клітка. Частина кристалічної структури ікаїту. Ca (синій) знаходиться в додекаедричній координації з атомами O (червоний) карбонату (чорний планарний) та молекулами води, тоді як водневі зв'язки (пунктирні) існують між атомами H (жовтий) молекул води та атомами O карбонатного іона.

### Стабільність
Синтетичний ікаїт був відкритий у дев'ятнадцятому столітті в дослідженні Пелуза. Ікаїт термодинамічно стабільний лише за помірного тиску, тому, знаходячись поблизу поверхні Землі, він завжди метастабільний. Тим не менш, оскільки він є принаймні помірно поширеним у природі, очевидно, що умови для метастабільного зародження та росту не можуть бути занадто обмежувальними. Для утворення, безумовно, потрібна холодна вода, а інгібітори нуклеації, такі як фосфатні іони, для росту безводних фаз карбонату кальцію, таких як кальцит, арагоніт та ватерит, ймовірно, сприяють утворенню та збереженню метастабільних фаз. Вважається, що, можливо, структура карбонату кальцію в концентрованому водному розчині також складається з іонної пари, і саме тому ікаїт легко зароджується за низьких температур поза межами свого термодинамічного діапазону стабільності. При вилученні з природного середовища (холодної води) ікаїт швидко розпадається на моногідрокальцит або безводний карбонат кальцію та воду, за що й отримав назву «мінералу, що плавиться».

## Псевдоморфи
Присутність ікаїту може бути зафіксована ретроспективно завдяки наявності псевдоморфоз інших фаз карбонату кальцію після нього. Хоча буває важко однозначно визначити початковий мінерал для кожного зразка, є вагомі докази того, що ікаїт є попередником більшості наведених нижче псевдоморфоз:
- Глендоніт, за типовою місцевістю, Глендон, Новий Південний Уельс, Австралія.
- Тиноліт (гр. Thinos = берег), знайдений у туфі озера Моно, Каліфорнія, США[23][24]
- Джарроуїт, Джарроу, Нортумберленд, Велика Британія[25][26]
- Фандиліт, затока Фанді, Нова Шотландія, Канада
- Герстернкорнер (нім. = Ячмінь)
- Генноісі (яп. = молоткові камені)[27]
- Молекрид, (дан. = кротовий хрест), острів Морс, Ютландія, Данія
- Псевдогейлюсит (за подібністю до гейлюситу)
- Біломорські ріжки, Біле море та Кольський півострів.

Повідомлялося про знахідки ікаїту або його псевдоморфоз у морському, прісноводному та естуарному середовищах.

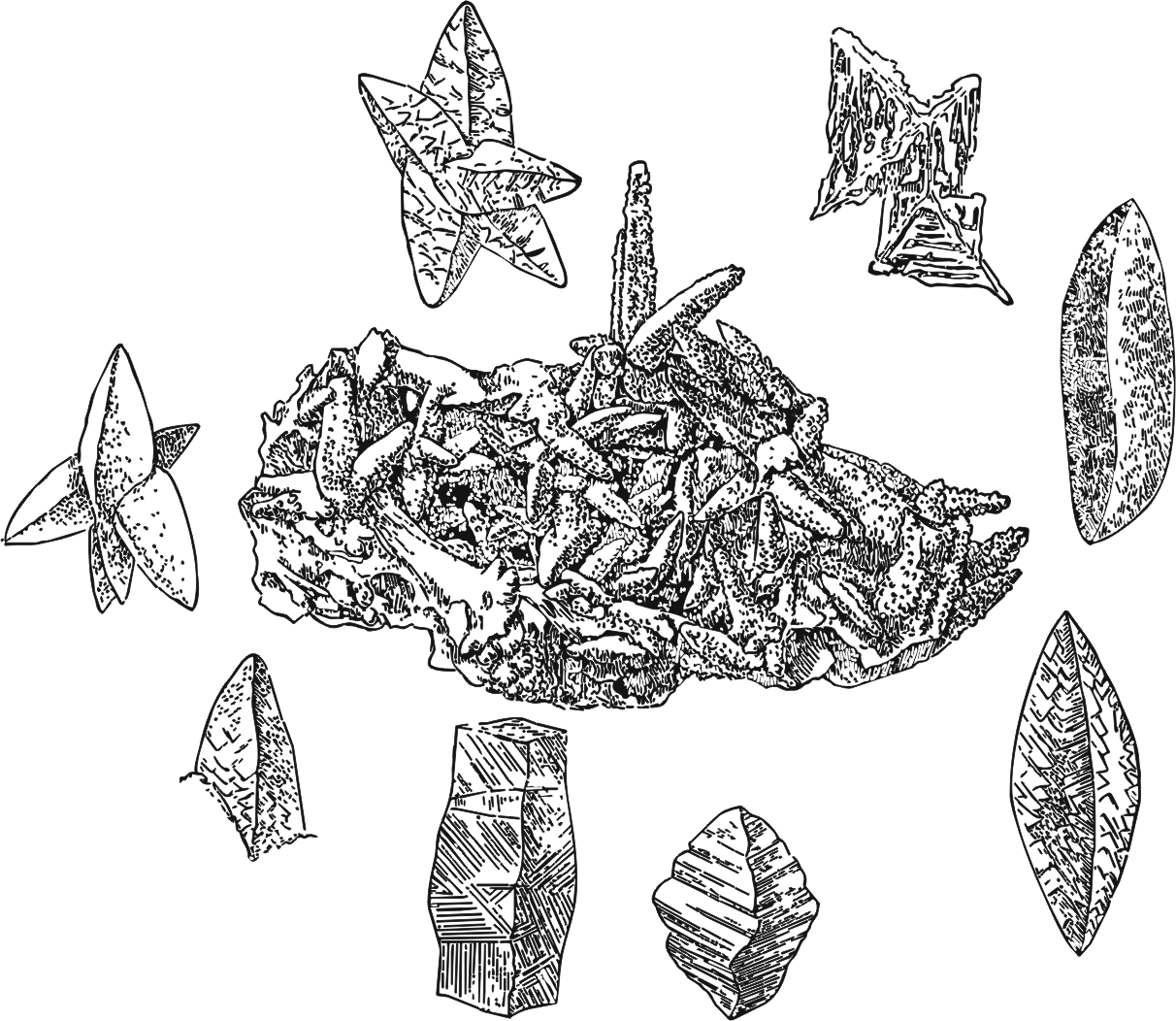
Зображення псевдоморфоз-тинолітів, взяті з ES Dana (1884).

Звичайною умовою, як видається, є низькі температури, хоча також може знадобитися присутність слідів інших хімічних речовин, таких як інгібітори нуклеації безводного карбонату кальцію. Також повідомлялося про утворення ікаїту взимку на Хоккайдо в солоному джерелі.
Оскільки холодну воду можна знайти на глибині океанів, навіть у тропіках, ікаїт може утворюватися на всіх широтах. Однак наявність псевдоморфоз ікаїту може бути використана як палеокліматичний показник або для палеотермометрії, як маркер температури води поблизу нуля.

### Родовища тиноліту
Тиноліт — це незвичайна форма карбонату кальцію, що трапляється на березі (грецькою: thinos = берег) озера Моно, Каліфорнія. Це та інші озера, які зараз переважно розташовані в пустельних або напівпустельних середовищах південно-західної частини США, були частиною більшого післяльодовикового озера, яке покривало значну частину регіону ближче до кінця останнього зледеніння. Вважається, що в цей час умови, подібні до умов фіорду Ікка, сприяли зростанню масивного ікаїту.

## Ізотопна геохімія
Ізотопна геохімія може розкрити інформацію про походження елементів, що входять до складу мінералів. Ізотопний склад ікаїту та псевдоморфоз активно вивчається. Дослідження співвідношення 13C до 12C в ікаїті відносно природного стандартного співвідношення можуть допомогти визначити походження вуглецевого пулу (органічний/неорганічний), який був витрачений для утворення ікаїту. Деякі дослідження показали, що окислювальний метан є джерелом як сучасного ікаїту, так і глендонітів у морських осадах високих широт. Аналогічно, співвідношення 18O до 16O, яке змінюється в природі залежно від температури та широти, може бути використано, щоб показати, що глендоніти утворилися у водах, дуже близьких до точки замерзання, що узгоджується зі спостережуваним утворенням ікаїту.